# Venus van Monruz

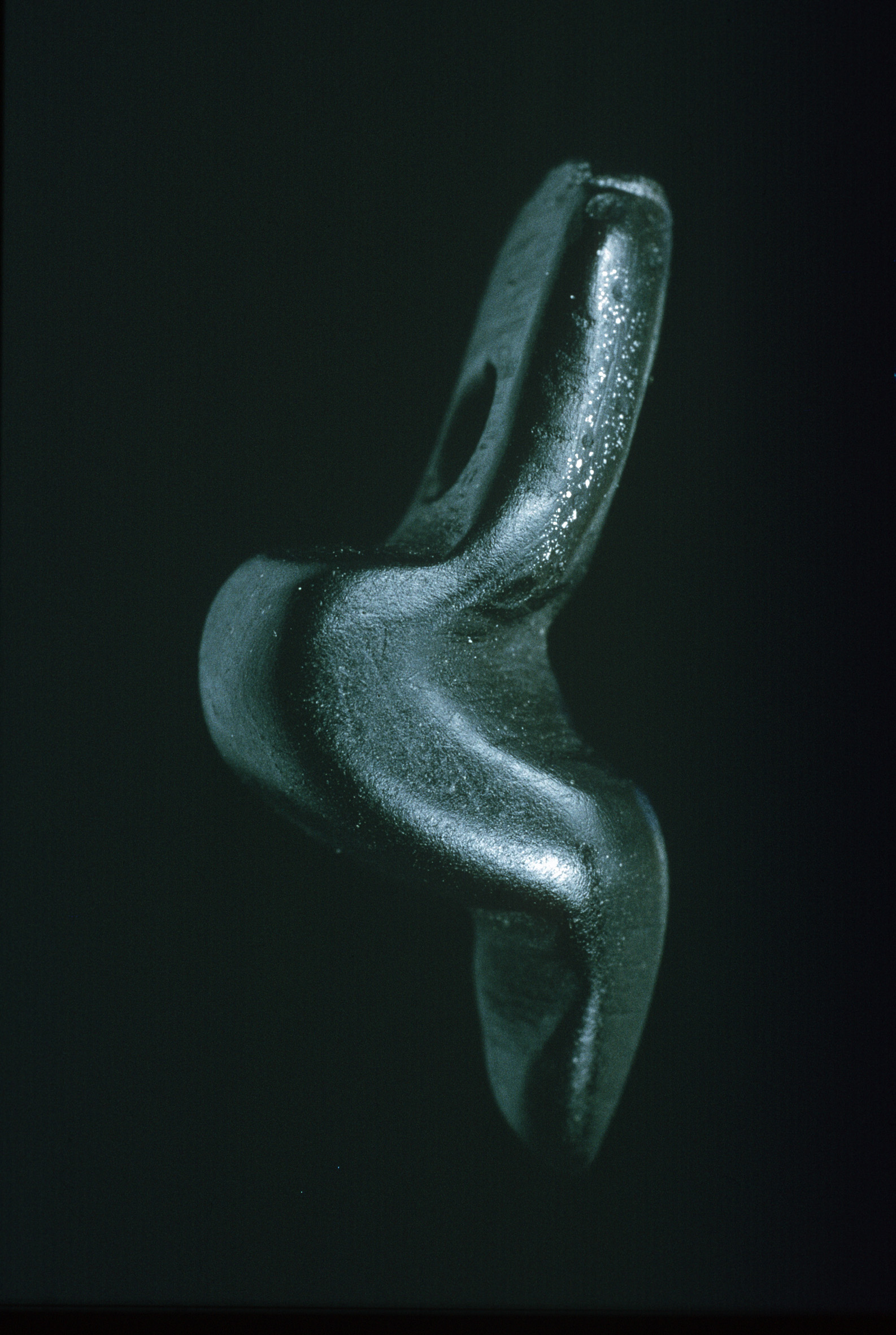
Venus van Monruz

De Venus van Monruz (ook Venus van Neuchâtel, Venus van Neuchâtel-Monruz) is een figurine uit het Laat-paleolithicum, of het begin van het Epipaleolithicum, daterend tot het eind van het Magdalénien, zo'n 11.000 jaar geleden. Het is een hangertje uit zwart git in de vorm van een vrouwenfiguur, 1,6 cm groot, met een doorboring bovenaan.
Het werd op 26 juli 1990 ontdekt, bij de aanleg van de A5 autosnelweg, te Monruz in de gemeente Neuchâtel, Zwitserland.
De "Venus van Engen" uit Engen is een figurine die opvallende gelijkenissen met die van Monruz vertoont. Dit voorwerp is eveneens uit git vervaardigd en dateert uit het Magdalénien, tot circa 15.000 jaar terug. De vindplaatsen van beide liggen zo'n 130 km uit elkaar.